# Василиса Кожина
Васили́са Ко́жина, също Старостиха Василиса (т.е. Старейшинска съпруга Василиса) е руска селска партизанка, участвала в съпротивата срещу Френското нашествие в Русия през 1812 г.
Кожина е съпруга на старостата (т.е. старейшината) на хутора Горшков в Сичовски уезд (Сычёвский уезд), Смоленска губерния. По време на Отечествената война от 1812 г. тя помага на редовната войска и селските милиции с конвоиране на военнопленници, охрана на имотите и преследване на отстъпващите френски войски.
| „                                   | Стареят на село в Сичовска обшина повел група затворници към града. В негово отсъствие селяните довели още няколко заловени французи и ги оставили на жената на старейшината Василиса. Тя събрала съселяните, яхнала коня, грабнала косата и с важен глас извикала на пленниците: „Ей, злодеи френски! Напред! Ходом, марш!“ Един от заловените офицери се раздразнил, че го командва жена и се възпротивил. Василиса тутакси го посякла с косата, а той паднал мъртъв в краката ѝ и тя извикала: „Всички вас, крадци, кучета, ще постигне същото! О, аз вече на двадесет и седем злодеи откъснах главите! Марш към града!“ | “ |
| списание „Син на Отечеството“, 1812 | |   |

Някои руски историци поставят под съмнение достоверността на съществуването на Василиса Кожина. Което, пък, се оборва с факта, че 2 години след събитияята, известен художбик е нарисува; патаден портрет на Василиса, с медал с Георгиевска лента. Без съмнение по време на Отечествената война тази история предизвиква положителен обществен и пропаганден отзив.
На нея са наименувани село в Тверска област, жп гара, улици в Сичовка, Можайск, Москва. Образът на Василиса Кожина е възпроизведен с пощенска марка (1962), мемориална монета (2012), телесериал със Светлана Ходченкова в главната роля (2014).